# George Fenton
George Fenton, właśc. George Howe (ur. 19 października 1950 w Londynie) – brytyjski kompozytor muzyki filmowej.

## Filmografia
| Filmy fabularne - 1979: Afternoon Off - 1979: One Fine Day - 1979: Bloody Kids - 1979: Shoestring - 1980: Rain on the Roof - 1981–1991: Bergerac - 1982: Gandhi - 1982: Play for Tomorrow - 1982: Parole - 1983: Sajgon: Rok kota (Saigon: Year of the Cat) - 1983: Walter i June (Walter and June) - 1983: An Englishman Abroad - 1983: W pogoni (Runners) - 1984: Towarzystwo wilków (The Company of Wolves) - 1984: Klejnot w koronie (The Jewel in the Crown) - 1985: Billy the Kid and the Green Baize Vampire - 1986: Jak w zegarku (Clockwise) - 1986: Call Me Mister - 1987: Charing Cross 84 (84 Charing Cross Road) - 1987: Krzyk wolności (Cry Freedom) - 1987: Biała intryga (White Mischief) - 1987: Talking Heads - 1988: Niebezpieczne związki (Dangerous Liaisons) - 1988: Zjawy (High Spirits) - 1988: Pierwsza miłość Rity (The Dressmaker) - 1988: Garść prochu (A Handful of Dust) - 1989: Nie jesteśmy aniołami (We're No Angels) - 1990: Ślicznotka z Memphis (Memphis Belle) - 1990: Długa droga do domu (The Long Walk Home) - 1990: Biały pałac (White Palace) - 1990: 102 Boulevard Haussmann - 1991: Fisher King (The Fisher King) - 1992: Diagnoza zbrodni (Final Analysis) - 1992: Przypadkowy bohater (Hero) - 1993: Cienista dolina (Shadowlands) - 1993: Dzień świstaka (Groundhog Day) - 1993: Urodzeni wczoraj (Born Yesterday) - 1994: Wariackie święta (Mixed Nuts) - 1994: Szaleństwo króla Jerzego (The Madness of King George) - 1994: Porcelanowy księżyc (China Moon) - 1994: Biedroneczko, biedroneczko (Ladybird Ladybird) |  | - 1995: Saga Wikingów (The Viking sagas) - 1995: Ziemia i wolność (Land and Freedom) - 1996: Mężowie i żona (Multiplicity) - 1996: Miłość i wojna (In Love and War) - 1996: Czarownice z Salem (The Crucible) - 1996: Mary Reillyi - 1996: Pieśń Carli (Carla's Song) - 1996: Więźniowie nieba (Heaven’s Prisoners) - 1997: Co do mnie czujesz? (The Woodlanders) - 1998: Uczciwa kurtyzana (Dangerous Beauty) - 1998: Długo i szczęśliwie (Ever After) - 1998: Moja miłość (The Object Of My Affection) - 1998: Jestem Joe (My Name Is Joe) - 1998: Masz wiadomość (You’ve Got Mail) - 1998: Pełnia życia (Living Out Loud) - 1998: Talking Heads 2 - 1999: Entropia (Entropy) - 1999: Anna i król (Anna and the King) - 1999: Szara Sowa (Grey Owl) - 2000: Chleb i róże (Bread and Roses) - 2000: Światła sceny (Center Stage) - 2000: Numer stulecia (Lucky Numbers) - 2001: Letnia przygoda (Summer Catch) - 2001: Rozbitkowie (The Navigators) - 2002: Słodka szesnastka (Sweet Sixteen) - 2002: Too Close to the Bone - 2003: Mroczna Argentyna (Imagining Argentina) - 2004: Opowieść z życia lwów - 2004: Czuły pocałunek (A Fond Kiss) - 2004: Królowa sceny (Stage Beauty) - 2004: The Regulators - 2005: Szeregowiec Dolot (Valiant) - 2005: Pani Henderson (Mrs. Henderson Presents) - 2005: Czarownica (Bewitched) - 2005: Hitch: Najlepszy doradca przeciętnego faceta (Hitch) - 2006: Ostatnie wakacje (Last Holiday) Filmy dokumentalne - 1990: The Trials of Life - 1993: Life in the Freezer - 2000: Błękitna planeta (The Blue Planet) - 2003: Tajemnice oceanu (Deep Blue) - 2006: Planet Earth |

## Nagrody
- Nagroda BAFTA
  - Najlepsza muzyka telewizyjna: 1982:Bergerac
  - 1987:The Monocled Mutineer
  - 2002:Błękitna planeta
- Nagroda Emmy
  - Najlepsza muzyka w serialu (dramatyczna): 2002:Błękitna planeta
  - 2007:Planeta Ziemia
- Nagroda na MFF w Wenecji Nagroda im. Nino Roty: 2001:Rozbitkowie